# أبيلاردو أوليفييه
أبيلاردو أوليفييه (بالإيطالية: Abelardo Olivier)‏ هو مبارز بالسيف إيطالي، ولد في 9 نوفمبر 1877 في بورتوغروارو في إيطاليا، وتوفي في 24 يناير 1951 في ميلانو في إيطاليا.

## وصلات خارجية
- أبيلاردو أوليفييه على موقع اللجنة الأولمبية الدولية (الإنجليزية)
- أبيلاردو أوليفييه على موقع أوليمبيديا (الإنجليزية)
- أبيلاردو أوليفييه على موقع اللجنة الأولمبية الإيطالية (الإيطالية)